# Rövidfarkú ölyv
A rövidfarkú ölyv (Buteo brachyurus) a madarak osztályának vágómadár-alakúak (Accipitriformes) rendjébe, ezen belül a vágómadárfélék (Accipitridae) családjába tartozó faj.

## Rendszerezése
A fajt Louis Pierre Vieillot francia ornitológus írta le 1816-ban.

## Alfajai
- Buteo brachyurus brachyurus (Vieillot, 1816) - Dél-Amerika
- Buteo brachyurus fuliginosus (P. L. Sclater, 1858) - Florida déli része, Mexikó és Közép-Amerika [2]

## Előfordulása
Az Amerikai Egyesült Államokban, Mexikó, Guatemala, Salvador, Francia Guyana, Guyana, Honduras, Nicaragua, Panama, Belize, Suriname, Trinidad és Tobago, Costa Rica, Argentína, Bolívia, Brazília, Kolumbia, Ecuador, Paraguay, Peru és  Venezuela területén honos.
Természetes élőhelyei a szubtrópusi vagy trópusi száraz erdők, síkvidéki és hegyi esőerdők, mocsári erdők és mangroveerdők, valamint szavannák. Állandó, nem vonuló faj.

## Megjelenése
A testhossza 46 centiméter, szárnyfesztávolsága 83-103 centiméter, testtömege 342-560 gramm.
|  |

## Életmódja
Kis emlősökre, békákra, hüllőkre és rovarokra  vadászik.

## Szaporodása
Fészekalja 1-3 tojásból áll.

## Természetvédelmi helyzete
Az elterjedési területe rendkívül nagy, egyedszám nagy és stabil. A Természetvédelmi Világszövetség Vörös listáján nem fenyegetett fajként szerepel.